# Козарника (община Ботевград)
Вижте пояснителната страница за други значения на Козарника.
Козарника, наричана също Сухи Печ, е пещера в землището на село Липница, община Ботевград, на около 600 метра от махала Преславица.
Името ѝ произлиза от това че местното население си е укривало козите в нея.
Пещерата е безводна, леснопроходима, с една криволичеща галерия и едно разклонение. Входът е с ширина 4,5 m и височина 2,5 m. В началото е висока и широка след 15 m се стеснява и снижава. Има 14-метров комин.
От пещерните образувания се наблюдават: сталактити, сталактони, сталагмити, дендрити, синтри, дралерии, пещерни бисери, хелактити. Преобладаващият цвят е розов и бял. От представителите на фауната се срещат троглофили и троглоксени. В пещерата са открити кости от пещерни животни и керамика.
Картирана е през 1966 г. от Цв. Николов, Г. Димитров, В. Туевски и Г. Райновски.